# Rineloricaria heteroptera
Rineloricaria heteroptera är en fiskart som beskrevs av Isaac J.H. Isbrücker och Nijssen, 1976. Rineloricaria heteroptera ingår i släktet Rineloricaria och familjen Loricariidae. Inga underarter finns listade i Catalogue of Life.